# 第一次サン・イルデフォンソ条約
第一次サン・イルデフォンソ条約（だいいちじサン・イルデフォンソじょうやく、西: Primero tratado de San Ildefonso, 葡: Primeiro tratado de Santo Ildefonso）は、1777年10月1日、スペイン王国とポルトガル王国の間で締結した条約。
条約の名前は、スペインのラ・グランハ・デ・サン・イルデフォンソ宮殿で締結されたことによる。

## 概要
ポルトガル宰相ポンバル侯爵セバスティアン・デ・カルヴァーリョはポルトガル領ブラジルとスペインのリオ・デ・ラ・プラタ副王領の間の領土問題をめぐってスペインと対立していたが、マリア1世の即位に伴い失脚したため、妥協が成立した。
ポルトガルはスペインのバンダ・オリエンタル（現在のウルグアイにあたる）領有を認める代わりに、アマゾン盆地を得た。スペインがコロニア・デル・サクラメントとミシオネス・オリエンタレースの両方を維持したため、1750年1月のマドリード条約の内容を再確認したと言える。